# 3-akkoorden
De term 3-akkoorden wordt in de rockmuziek gebruikt om aan te duiden dat het om muziek gaat met een harmonische structuur die gebaseerd is op de drie functionele hoofdakkoorden.
Een veel gemaakte denkfout is dat 3-akkoordenspel inhoudt dat de muzikant slechts drie akkoorden kent of kan spelen. De 3-akkoordentechniek zegt niets over de kundigheid van de muzikant, maar is slechts een uitgangspunt waarop een compositie is gebaseerd.

## Harmonische functies
De oorsprong van de 3-akkoordenopzet ligt in de functionele harmoniek.
In deze functionele harmoniek zijn drie functies: 
- tonica (grondtoon, punt van spanningsloosheid en ontspanning);
- dominant (punt van spanning) en
- subdominant (stuwing, voorbereidend naar dominant of tonica).

In de toonsoort C bijvoorbeeld, is het tonica-akkoord, het C-akkoord. De subdominant, het F-akkoord en de dominant, het G of G7 akkoord. Voor een nadere verklaring hiervoor, zie het hoofdartikel Harmonieleer.
Door de afwisseling van spanning en ontspanning ontstaat de ervaring van een grondtoon (tooncentrum) en de verhoudingen van de andere tonen, ten opzichte daarvan. (Zie hoofdartikel: tonaliteit). De cadens is een functionele afsluitende akkoordopeenvolging (akkoordprogressie) die in beginsel de toonsoort definieert.

## Geschiedenis
Rond 1600 ontstond de monodie (harmonie in de vorm van akkoordenbegeleiding) en het harmonisch denken (en horen) in akkoorden met betrekking tot de grondtonen.
 
Gedurende de drie opeenvolgende eeuwen (1600-1900) werden steeds ingewikkelder akkoorden en cadensen gebruikt. Zo gebruikte bijvoorbeeld Chopin regelmatig passages met niet-functionele parallelharmoniek, en ontwikkelde Wagner zwevende tonaliteit, waarbij een (functionele) grondtoon niet meer aanwezig of moeilijk te herkennen is.

## Andere vormen
Veel coupletten bij R&B-muziek berusten op twee akkoorden.
In hiphop komt ook vaak één aanhoudend akkoord voor tijdens het couplet, waardoor de muziek de zangflow minder beïnvloedt.